# Les Verchers-sur-Layon
Les Verchers-sur-Layon korábbi község Franciaország Loire mente régiójában, Maine-et-Loire megyében. 2016. december 30-án hét másik korábbi községgel egyesült és Doué-en-Anjou  új község része lett.
Lakosainak száma 910 fő (2018. január 1.). Les Verchers-sur-Layon Concourson-sur-Layon, Doué-la-Fontaine, Nueil-sur-Layon, Le Puy-Notre-Dame, Saint-Macaire-du-Bois és Vaudelnay községekkel határos.

## Népesség
A település népességének változása:
| Lakosok száma | 949  | 838  | 789  | 769  | 813  | 835  | 916  | 911  | 859  | 910  |
|               | 1968 | 1975 | 1982 | 1990 | 1999 | 2006 | 2011 | 2013 | 2017 | 2018 |